# Fotofobi
Fotofobi eller Lysfølsomhed er et symptom på abnormal intolerance på den visuelle opfattelse af lys. Som et medicinsk symptom, er fotofobi ikke en dødelig frygt eller fobi, men en oplevelse af ubehag eller smerte i øjnene ved udsættelse for lys eller tilstedeværelsen af faktisk fysisk sensitivitet i øjnene, selvom termen nogle gange også bruges om abnormal eller irrationel frygt for lys, såsom heliofobi. Termen fotofobi kommer fra det græske  φῶς (phōs), der betyder "lys", og  φόβος (phobos), der betyder "frygt". Fotofobi er et almindelig symptom på visuelt sne. 